# Venom Wing
Venom Wing (ook wel geschreven als Venomwing) is een computerspel in het Shoot 'em up genre voor de Commodore Amiga, ontwikkeld door het Nederlandse Team Hoi — toen nog opererend onder de naam Soft Eyes — en uitgebracht door het Britse Thalamus Ltd in 1990.

## Hawkwind
De ontwikkeling van Venom Wing startte in 1989. Het spel had toen nog de naam Hawkwind. Een demo-versie werd op 3,5 inch diskettes naar potentiële uitgevers gestuurd, en toen de Britse uitgever Thalamus Ltd — bekend van onder meer de Commodore 64 hit-games Armalyte, Creatures, Delta, Quedex en Sanxion — interesse toonde raadde deze aan om de titel te veranderen, omdat Hawkwind al de naam van een rockband was. De game werd vervolgens hernoemd naar Venom Wing.

## Bijzonderheden
Een kenmerk van Venom Wing was een voor die tijd hoog aantal bewegende objecten in beeld — sprites en Amiga Blitter Objects (BOBs) — zonder dat dit de snelheid van het spel aanmerkelijk aantastte. De vele objecten zorgden ook voor een hoge moeilijkheidsgraad.

## Publicatie
Paul Cooper, de Software Development Manager van Thalamus, logeerde een weekend bij Metin om het contract wederzijds te ondertekenen. Venom Wing werd in 1990 wereldwijd uitgebracht op 3,5 inch diskettes. Thalamus liet voor de Venom Wing doos en advertentie artwork vervaardigen door de bekende Fantasy-artiest Oliver Frey. Het Britse magazine The Games Machine kende Venom Wing in augustus 1990 een score van 80% toe.

## Vertrek
Niet lang na de publicatie van Venom Wing verliet programmeur Pieter Opdam Soft Eyes om in Groot-Brittannië bij de games-uitgever Team 17 aan de slag te gaan. Metin en Reinier werkten voor Pieters vertrek nog mee aan zijn game Borobodur, die in 1992 door Thalamus Ltd werd uitgebracht. Vervolgens veranderden de overgebleven Soft Eyes teamleden — Reinier van Vliet, Metin Seven en Ramon Braumuller — hun naam in Team Hoi rondom de ontwikkeling van het platformspel Hoi.

## Platforms
| Jaar | Platform |
| ---- | -------- |
| 1990 | Amiga    |

## Ontvangst
| Beoordeeld door   | Platform | Datum         | Score |
| ----------------- | -------- | ------------- | ----- |
| The Games Machine | Amiga    | augustus 1990 | 80%   |
| Zzap              | Amiga    | augustus 1990 | 77%   |